# Łohnawiczy
Łohnawiczy (biał. Логнавічы; ros. Логновичи, Łognowiczi; hist. Łohwinowicze) – wieś na Białorusi, w obwodzie mińskim, w rejonie kleckim, w sielsowiecie Zaostrowiecze.
Do 1939 roku Łohwinowicze leżały w Polsce, w województwie nowogródzkim, w powiecie nieświeskim.
Po II wojnie światowej miejscowość przemianowano na Łohnawiczy. W 1961 roku do wsi przyłączono miejscowość Mitkiewicze.